# Phillipstown
Phillipstown – wieś w Stanach Zjednoczonych, w stanie Illinois, w hrabstwie White.